# Козак, Денис Никодимович
Денис (Деонизий) Никодимович Козак (2 апреля 1944, Кшешовице — 23 октября 2014, Киев) — украинский археолог, историк. Исследователь Волыни I тыс. н. э, доктор исторических наук (1990). Профессор, заместитель директора Института археологии НАН Украины. Основатель и первый председатель Всеукраинской общественной организации «Союз археологов Украины».

## Биография
Родился 2 апреля 1944 г. в Надсанье в украинском поселке Кшешовице, возле города Ярослава (теперь территория Польши). В 1945 г. семья была переселена в городок Роздол возле города Николаева. Отец, Козак Никодим Михайлович, и мать, Пруц Евгения Андреевна, крестьяне. В советское время мама работала в колхозе, а отец работал на лесоповале, слесарем, работником швейной фабрики. Мечтал быть музыкантом, композитором, певцом.
Во время службы в армии увлекся философией, а затем и историей. После археологической практики связал свою жизнь с археологией.
После окончания Львовского университета 1972 г. работал несколько лет учителем в селе Подборцы возле Львова. В окрестностях села вместе с учениками обнаружил целый каскад не известных ранее поселений и могильников древних культур Украины, одна из которых — зубрицкая — стала главным объектом его дальнейшего научного поиска.
Со времени окончания аспирантуры до последних дней работал в Институте археологии НАН Украины, единственной на Украине государственной научно-исследовательскому учреждению, что изучает историю древних обществ от возникновения человека до эпохи Богдана Хмельницкого.
В 1978 г. под руководством д. ист. н. профессора В. Д. Барана защитил кандидатскую диссертацию, в 1990 г. защитил докторскую. Автор более 260 научных трудов, в том числе 10 монографий, нескольких учебных пособий и научно-популярных изданий, участник целого ряда коллективных исследований, редактор десятков научных сборников и монографий.
С 2001 г. — профессор кафедры археологии и истории древнего мира (с 2010 г. — кафедры археологии и специальных отраслей исторической науки Львовского национального университета им. И. Франко.
Круг научных интересов: история и археология народов, которые населяли территорию Украины в первой половине i тыс. н. е. (славяне, дакийцы, германцы, индо-иранские племена).
Под руководством Д. Н. Козака восемь аспирантов успешно защитили кандидатские диссертации.
Им проводится большая научно-организационная деятельность, созданные и управляемые Д. Н. Козаком научные подразделения Института археологии во многих областных центрах страны проводят исследования археологических памятников. Он является руководителем квалификационной совета по выдаче открытых листов (лицензий) ученым — археологам на право проведения археологических исследований.
Жена — Нина Семеновна, однокурсница по факультету, культуролог. Дочь Александра является известный на Украине антрополог (палеопатолог), выпускница Национального университета им. Т. Шевченко.
Д. Козак является дважды лауреатом Государственной премии Украины в области науки и техники им. Т. Г. Шевченко: 1991 г за научные разработки в области славянского этногенеза и 2002 г. за цикл работ «Древняя история Украины» и «Этническая история Древней Украины».
Денис Никодимович Козак умер 23 октября 2014 года после тяжелой болезни. Похоронен на Лесном кладбище в Киеве.

## Труды
- Пшеворська культура у Верхньому Подністров'ї та Західному Побужжі. Київ, 1984
- Походження слов’ян (співавтори: В. Д. Баран, Р. В. Терпиловський). Київ, 1991
- Етнокультурна історія Волині. Київ, 1991
- Пам’ятки давньої історії Волині у с. Линів. Київ, 1994
- Пам’ятки давньої історії Волині у с. Городок (співавтор В. В. Шкоропад). Київ, 1999
- Давні землероби Волині (співавтори: Б. А. Прищепа, В. В. Шкоропад). Київ, 2004
- Венеди. Київ, 2008.
- Етюди давньої історії України. Київ, 2010